# هاوبستيد (إنديانا)
هاوبستيد (بالإنجليزية: Haubstadt, Indiana)‏ هي بلدة أمريكية تقع في الولايات المتحدة في مقاطعة جيبسون (إنديانا). يقدر عدد سكانها بـ 1,577 نسمة ومساحتها 1.84 كم2 وترتفع عن سطح البحر 144 متر.

## التركيبة السكانية
قام مكتب تعداد الولايات المتحدة بتحديد بيانات التركيبة السكانية لهاوبستيد في تعداد الولايات المتحدة. في ما يلي، التركيبة السكانية حسب تعدادي 2000 و2010.

### تعداد عام 2000
بلغ عدد سكان هاوبستيد 1,529 نسمة بحسب تعداد عام 2000، وبلغ عدد الأسر 613 أسرة وعدد العائلات 424 عائلة مقيمة في البلدة. في حين سجلت الكثافة السكانية 2,232.1 نسمة لكل ميل مربع (861.8/كم2). وبلغ عدد الوحدات السكنية 640 وحدة بمتوسط كثافة قدره 934.3 نسمة لكل ميل مربع (360.7/كم2).
وتوزع التركيب العرقي للبلدة بنسبة 99.67% من البيض و 0.07% من الأمريكيين ذوي الأصول الآسيوية و 0.07% من الأمريكيين الأفارقة و 0.13% من عرقين مختلطين أو أكثر.
```
وبلغت نسبة 
الأزواج
 القاطنين مع بعضهم البعض 59.7% من أصل المجموع الكلي للأسر، ونسبة 7.5% من الأسر كان لديها معيلات من الإناث دون وجود شريك، وكانت نسبة 30.7% من غير العائلات. تألفت نسبة 28.7% من أصل جميع الأسر من أفراد ونسبة 12.9% كانوا يعيش معهم شخص وحيد يبلغ من العمر 65 عاماً فما فوق. وبلغ متوسط حجم الأسرة المعيشية 3.08، أما متوسط حجم العائلات فبلغ 2.48.
```

بلغ العمر الوسطي للسكان 38 عاماً. وكانت نسبة 26.8% من القاطنين تحت سن الثامنة عشر، وكانت نسبة 5.6% بين الثامنة عشر والأربعة وعشرون عاماً، ونسبة 30.3% كانت واقعةً في الفئة العمرية ما بين الخامسة والعشرون حتى والأربعة وأربعون عاماً، ونسبة 21.1% كانت ما بين الخامسة والأربعون حتى الرابعة والستون، ونسبة 16.3% كانت ضمن فئة الخامسة والستون عاماً فما فوق. يوجد لكل 100 أنثى 99.1 ذكر، ويوجد لكل 100 أنثى في الثامنة عشر من عمرها فما فوق 95.6 ذكر.
بلغ متوسط دخل الأسرة في البلدة 42,837 دولار، أما متوسط دخل العائلة فبلغ 54,000 دولار. وكان متوسط دخل الذكور 37,098 دولار مقابل 24,750 دولار للإناث. وسجل دخل الفرد الخاص بالبلدة 22,482 دولار. وكانت نسبة 4.0% من العائلات ونسبة 5.7% من السكان تحت خط الفقر، وكان من هؤلاء نسبة 4.3% تحت سن الثامنة عشر ونسبة 9.6% في الخامسة والستين من العمر وما فوق.

### تعداد عام 2010
بلغ عدد سكان هاوبستيد 1,577 نسمة بحسب تعداد عام 2010، وبلغ عدد الأسر 667 أسرة وعدد العائلات 431 عائلة مقيمة في البلدة. في حين سجلت الكثافة السكانية 2,252.9 نسمة لكل ميل مربع (869.8/كم2). وبلغ عدد الوحدات السكنية 701 وحدة بمتوسط كثافة قدره 1,001.4 لكل ميل مربع (386.6/كم2).
وتوزع التركيب العرقي للبلدة بنسبة 98.2% من البيض و 0.2% من الأمريكيين الأصليين و 0.2% من الأمريكيين ذوي الأصول الآسيوية و 0.6% من الأمريكيين الأفارقة و 0.6% من عرقين مختلطين أو أكثر.
بلغ عدد الأسر 667 أسرة كانت نسبة 29.1% منها لديها أطفال تحت سن الثامنة عشر تعيش معهم، وبلغت نسبة الأزواج القاطنين مع بعضهم البعض 52.5% من أصل المجموع الكلي للأسر، ونسبة 6.9% من الأسر كان لديها معيلات من الإناث دون وجود شريك، بينما كانت نسبة 5.2% من الأسر لديها معيلون من الذكور دون وجود شريكة وكانت نسبة 35.4% من غير العائلات. تألفت نسبة 31.3% من أصل جميع الأسر من أفراد ونسبة 13.2% كانوا يعيش معهم شخص وحيد يبلغ من العمر 65 عاماً فما فوق. وبلغ متوسط حجم الأسرة المعيشية 2.96، أما متوسط حجم العائلات فبلغ 2.35.
بلغ العمر الوسطي للسكان 41.1 عاماً. وكانت نسبة 23% من القاطنين تحت سن الثامنة عشر، وكانت نسبة 7.2% بين الثامنة عشر والأربعة وعشرون عاماً، ونسبة 25.1% كانت واقعةً في الفئة العمرية ما بين الخامسة والعشرون حتى والأربعة وأربعون عاماً، ونسبة 27.9% كانت ما بين الخامسة والأربعون حتى الرابعة والستون، ونسبة 16.7% كانت ضمن فئة الخامسة والستون عاماً فما فوق. وتوزع التركيب الجنسي للسكان بنسبة 50.3% ذكور و49.7% إناث.